# Anna Mina Mazzini
Mina Mazzini známá jako Mina, rodným jménem Mina Anna Maria Mazzini (* 25. března 1940) je italská popová zpěvačka.
Díky svému hlasu a přednesu písně se stala hvězdnou atrakcí různých italských televizních show a byla dominantní postavou italských hudebních žebříčků.
Prodala přes 76 miliónů nosičů.
V roce 1978 opustila pódia a věnovala se vydávání studiových alb s roční frekvencí až do dnešní doby.
Byla první italskou ženskou rockerkou, která se objevila v televizi (1959). Její hlasitý synkopovaný zpěv jí vysloužil přezdívku „Královna uřvanců“.
Pro její divoká gesta a vlnění tělem ji veřejnost také pojmenovala „Tygřicí z Cremony“. Po změně svého hudebního projevu na lehčí pop zaplnila přední žebříčky hitparád v Západním Německu a Japonsku, kde se v letech 1962–1964 v těchto zemích stala nejpopulárnějším mezinárodním umělcem. Její hit Renato v původním surf rockovém znění se stal popovým standardem v Estonsku. V baladě Il cielo in una stanza, kterou zpívala spolu s Ginem Paolim (1960) předvedla uhlazený a procítěný zpěv, píseň se umístila na hudebním žebříčku v USA.
V roce 1963 byla zakázána v italské televizi i rádiu kvůli svému těhotenství a vztahu s ženatým hercem což se neslučovalo s katolickým a měšťáckým cítěním té doby. Po zrušení tohoto zákazu znovu nechtěla společnost RAI vysílat její písně, které byly podle nich v přímém rozporu s náboženstvím, zpívalo se v nich o kouření, sexu (např. písně Ta-ra-ta-ta a Sacumdi Sacumda). Svou image „zkažené dívky“ Mina ještě potvrdila sexy vzhledem a výstředním chováním což se projevovalo kouřením na veřejnosti, obarvenými blond vlasy a vyholeným obočím.
Minin hlas se vyznačuje osobitým zabarvením a velkou energií. Hlavní námět jejich písní je o trápení, které láska obnáší a které dramaticky interpretuje – např. Un bacio e troppo poco (1965) a Portati via (2005).
Ve svém repertoáru také spojila klasický italský pop s blues a soulem – Se stasera sono qui (1968), Deborah (1968) spolu se skladatelem Lucio Battistim (1969–1970).
V nahrávce Balada para mi muerte (1972) představila v Itálii ve spolupráci s Ástor Piazzollou nuevo tango. Přední italští skladatelé vytvořili skladby s velkým vokálním rozsahem a neobyčejnou progresivní harmonizací aby dali vyniknout jejímu pěveckému umění zvláště ve skladbách Brava (Bruno Canfora 1965) a v pseudo-seriálu Se Telefonando (Ennio Morricone 1966). Její balada Grande grande grande (aranžér – Pino Presti) se dostala v r. 1973 díky Shirley Bassey na hudební žebříčky USA, Velké Británie a Austrálie.
Z Mininy „oddechovky“ Parole parole udělali světový hit Dalida a Alain Delon (1973).

## Životopis
Anna Maria Mazzini se narodila 25. března 1940 v dělnické rodině v Busto Arsizio. Vyrůstala v Cremoně, kde se rodina přestěhovala hledat práci. Mladá Anna Marie poslouchala mnoho amerických rock'n'rollových a jazzových nahrávek. Byla častou návštěvnicí milánských klubů Santa Tecla a Taverna Messicana proslulých svým rock'n'rollovým zaměřením. Po ukončení střední školy v r. 1958 nastoupila na univerzitu se zaměřením na účetnictví.

## Baby Gate (1958)
8. srpna 1958 během svých prázdnin ve Versilie Mina pro pobavení svých rodičů při koncertu v nočním klubu La Bussole v Marina di Pietrasanta zazpívala na pódiu píseň Un'anima tra le mani. Během dalších večerů La Bussole již majitel klubu divoké dívce zabránil jejím pokusům opět vstoupit na jeviště.
V září se připojila ke skupině Happy Boys.
Její první koncert v září 1958 před 2 500 diváky v divadle Theatre Rivarolo del Re sklidil nadšený ohlas u místní kritiky. Majitel malé nahrávací společnosti Italdisc Davide Matalon byl pozván aby si poslechl Minu na jednom z jejích pravidelných představení v klubu městského okrsku Castel Didione. U příležitosti vydání jejího prvního singlu Non partir/Malatia se italské veřejnosti poprvé představila pod uměleckým jménem Mina. Současně vydala Be Bop A Lula/When pro mezinárodní publikum pod uměleckým pseudonymem Baby Gate. Baby v dobrém slova smyslu ironizovalo její nezvyklou výšku (178 cm) což bylo výjimečně mnoho na tehdejší italskou slečnu a Gate byl hold Golden Gate Quartet. Po prosincovém vystoupení na festivalu Sei giorni della canzone v Miláně list La Notte napsal titulek „Zrození hvězdy“. To bylo poslední Minino vystoupení se skupinou Happy Boys protože její rodina jí nedovolila přerušit univerzitu a odjet s nimi na turné do Turecka.

## Královna uřvanců (1959–1961)
Necelý měsíc po rozchodu s Happy Boys se Mina stala spoluzakladatelkou Solitari (vokály, saxofon, piáno, kontrabas, kytara). Prvním hitem s novou skupinou byla swingová píseň Betty Curtisové, kterou Mina zazpívala extrémně hlasitě a synkopovaně v únoru 1959 na prvním rockovém festivalu v Milan Ice Palace. Tuto píseň zazpívala 1. března a 4. dubna v televizních pop kvízech Lascia o raddoppia a Il musichiere kdy sklidila velký ohlas u italských kritiků. Zkušený umělecký manažer Elio Gigante ji označil jako vycházející hvězdu. V následujících letech organizoval její koncerty ve velkých italských tančírnách. Mininým prvním italským hitem číslo 1 se stala surf popová píseň Tintarella di luna, kterou zazpívala ve své premiérové „musicarelle” (hudební komediální film) Juke box – Urli d'amore. Koncem roku 1959 přestala používat své umělecké jméno Baby Gate.
Další rok se Mina zúčastnila hudebního festivalu v San Remu, kde se dvěma písněmi navrátila k baladickému žánru. První z nich E vero skončila mimo finálovou sedmičku. Tuto náhlou proměnu mladé zpěvačky z rock'n'rollového křiklouna na rozněžnělého ženského trubadúra způsobila píseň Gino Paoliho Il cielo in una stanza (Nebesa v pokoji). Text Paoliho prý napadnul když ležel na posteli v nevěstinci. Při pohledu na purpurový strop přišel na myšlenku že „láska kvete vždy a všude“. Singl se stal italskou nejprodávanější písní roku a dokonce se umístil v Billboard Hot 100. Píseň také zazněla ve muzikálech Io bacio… tu baci a Appuntamento a Ischia.
Další pomalá píseň Piano byla vydána v r. 1960 a později převzata Matt Monroem pod názvem Softly as I leave you a skončila na 10. místě britského hudebního žebříčku UK Top 40. V podání Frank Sinatra píseň obsadila 27. příčku Billboard Hot 100 (1964). V San Remu 1961 Mina zazpívala 2 písně: Io amo tu ami skončila na čtvrtém místě a Le mille bolle blu na pátém. Po tomto zklamání Mina oznámila odchod ze scény hudebního festivalu v San Remu.

## Mezinárodní úspěchy (1961–1962)
Protože její písně a filmy již byly v cizině populární, Mina se v r. 1961 vydala na turné do Španělska, Japonska a účinkovala také ve venezuelské televizi. Počátkem roku 1962 vystupovala ve španělské televizi a pařížské Olympia hall. V německém TV show Petera Krause zazpívala 12. března 1962 Heißer sand a odstartovala tím v Německu nákupní horečku, která měla za následek 40 000 prodaných nosičů za 10 dní. Píseň se v r. 1962 udržela na prvním místě německých žebříčků přes půl roku. V následujících dvou letech se na německém žebříčku umístilo jejích dalších šest písní. Průzkum mezi hudebními posluchači v červenci 1962 ukázal, že Mina byla zvolena nejpopulárnějším světovým zpěvákem v Německu, Rakousku a v německy mluvící části Švýcarska. V květnu 1962 vystupovala v Buenos Aires. Mezitím se v Itálii umístily její písně Moliendo Cafe v rytmu mamby a surf popový singl Renato na prvním a čtvrtém místě. 22. března 1963 zazpíval svou verzi písně Renato v Estonia Concert Hall zpěvák Marino Marini s kvartetem, jeho představení mělo obrovskou odezvu a píseň byla okamžitě převzata množstvím estonských kapel a dodnes má v této zemi status popového standardu. Píseň Renato byla přepracována na L'eclisse twist a stala se melodií filmu L'eclisse od Michelangelo Antonioni.

## Zrání (1963–1965)
V r. 1963 měla Mina zákaz od RAI vystupování v TV i v rádiu protože se nesnažila zakrýt svůj vztah (a těhotenství) s ženatým hercem Corrado Panim. Tato událost neměla vliv na prodej jejích nahrávek a díky nátlaku veřejnosti RAI nakonec svůj zákaz zrušila. 10. ledna 1964 se Mina vrátila na TV obrazovky v programu La fiera de sogni s vážnou písní Citta vuota. Mina změnila své nahrávací studio na Ri-Fi a manažera na Tonino Ascoldiho. První písní nového týmu byl singl E l'uomo per me, který byl převzat od He Walks Like a Man od Jody Millera. Stal se toho roku nejprodávanějším v Itálii. Svůj nový melodický projev znovu demonstrovala 11. prosince 1964 v TV programu Il macchiettario písní Io sono quel che sono (jsem to co jsem). Zbytky jejího teenagerského image nesl její singl v Japonsku nazvaný Suna ni kieta namida (Díra v písku), kde se umístil na prvním místě a přinesl jí titul nejlepšího zahraničního umělce Japonska.
V první části dvanáctidílné hudební série Studio Uno Mina prezentovala svůj nový vzhled – blond vlasy a vyholené obočí. Na této show zazpívala hloubavé písně Un bacio è troppo poco (Jeden polibek nestačí) a Un anno d'amore (Rok lásky). V r. 2001 Elvis Costello použil první z nich ve svém albu When I Was Cruel. Un anno d'amore Mina převzala od písně Nino Ferrera C'est irreparable. Ve stejné show zazpívala rytmickou jazzovou píseň Brava, kterou pro ni speciálně napsal Bruno Canfora aby v ní mohla demonstrovat svůj pěvecký rozsah a umění přednesu. Její album Studio Uno se stalo albem roku. Mina podepsala smlouvu s firmou Barilla (výrobce těstovin) a do roku 1971 vystupovala v jejich reklamách. V r. 2005 bylo její vystupování v této reklamě publikováno na VHS a DVD pod názvem Nei caroselli Barilla. Její videonahrávky z r. 1965 zahrnovaly skatové vokály písně Spirale Waltz, která zazněla ve filmu The 10th Victim.

## Se telefonando (1966)
Na jaře 1966 autoři televizní show Aria condizionata Maurizio Costanzo a Ghigo De Chiara napsali texty pro její televizní programy. Tvůrce seriálové hudby Ennio Morricone byl požádán aby napsal melodii pro chmurně laděná slova písně Se telefonando. Setkání těchto tří autorů a Miny se uskutečnilo v římském nahrávacím studiu Radiotelevisione Italiana. Morricone začal na klavír opakovat krátké muzikální téma podle jeho slov „mikročlánek“ skládající se pouze ze tří not. Byl prý inspirován sirénou policejního auta v Marseille. Po několika taktech Mina popadla papír s textem a začala zpívat jakoby melodii už znala. Výsledkem byla popová píseň s osmi tónovými přechody s vystupňováním v refrénech. Morriconeho pojetí tvořila kombinace melodických trubkových pasáží, bicích ve stylu Hal Blaineho, strunných nástrojů, ženského sboru Europop ze 60. let – vše podbarvovaly intenzivní trombóny. Se telefonando bylo představeno v květnu 1966 v epizodě televizní show Studio Uno a v srpnu téhož roku v Aria condizionata.
Singl obsadil 7. místo v italském žebříčku a stal se 53. nejprodávanějším. Píseň se objevila v albu Studio Uno 66 spolu s Ta-ra-ta-ta a Una casa in cima al mondo, které se stalo 5. nejprodávanějším v tomto roce. Další píseň Tu sei un uomo byla napsána Diego Fabbri pro vánoční show Veglia di Natale.

## Čas nezávislosti (1966 – 1968)
V r. 1966 začala Mina spolupracovat se Swiss Broadcasting Service a Orchestra Radiosa v Luganu. Spolu se svým otcem založila svou vlastní nezávislou nahrávací firemní značku PDU. Její první PDU nahrávkou byla Dedicato a mio padre. Minin vzrůstající zájem o brazilskou hudbu vyústil písní La banda, kterou převzala od Chico Buarque a v Itálii se umístila na 3. místě. Na jaře 1967 Mina pokračovala v televizním vystupování písní Zum zum zum v sérii varietních pořadů Sabato sera, kde ji doprovázela skupina NATO naval band. V těchto pořadech také zazněl duet s Adriano Celentano La coppia più bella del mondo. 22. dubna 1967 zpívala Addio nahranou v Teatro Regio di Parma. Název písně Sono come tu mi vuoi (Jsem taková jakou mne chceš) byl převzat od Come tu mi vuoi (Luigi Pirandello). Píseň podnítila manickou zvědavost tisku o její soukromý život. Televizní program Senza rete (18. červenec 1968) byl nahrán živě bez playbacku. Místem konání koncertu bylo Auditorio A italské pobočky RAI v Neapoli.
Mina zazpívala starší píseň Luigi Tenga Se stasera sono qui ve stylu strohého soulu pod vedením Pino Calvi. Další kombinací soulu s italskou melodií byla elegantní Un colpo al cuore s orchestrem Augusto Martelli. Tyto písně zazněly znovu v La Bussole k 10. výročí její kariéry při nahrávání alba Mina alla Bussola dal vivo. Toto album bylo prvním „live“ albem v historii italské hudby.

## Canzonissima '68
Canzonissima '68 byla sérií varietních pořadů trvajících od září 1968 do ledna 1969. Hostiteli byli Mina, Walter Chiari a Paolo Panelli.
Každý živý sobotní večerní přenos sledovalo bezprecedentních 20 – 22 miliónů diváků. Během těchto show byla Mina doprovázena orchestrem složeným ze 400 hudebníků a sborem 130 zpěváků. Většina skladeb zazněla pod taktovkou Bruno Canfora. Minina slovní a humorná show Sacumdì Sacumdà na motivy pořadu Carlos Imperial bossa nova Nem Vem Que Não Tem, těsně unikla zákazu RAI kvůli „skandálním“ textům. Píseň zpívala v rámci hudební fantazie spolu s Quelli che hanno un cuore – své vášnivější verze písně Anyone Who Had a Heart.
Další interpretace písně Dionne Warwick byla La voce del silenzio (Tiché hlasy) od Paolo Limitiho a Elio Isola, kterou během show zpívala živě. Niente di niente za doprovodu orchestru Augusto Martelli byla její emoční verzí Break your promise od the Delfonics. Minina gesta a mimika ještě více zdůraznily text Giorgio Calabrese, který vypráví o ženě poblouzněné láskou. Show také obsahovaly písně Fantasia a La musica è finita. 6. ledna Mina účinkovala v osmi epizodách folklorního baletu Balli regionali, každá část představila určitý italský region. Série těchto varietních pořadů byla zakončena Mininou písní Vorre che fosse amore – „vzdušnou“ melodií od Bruno Canfora. Písně z varieté byly vydány v albu Canzonissima '68.

## Mogol-Battisti (1969–1973)
Po tříměsíční pauze se Mina v dubnu vrátila nahráním a zazpíváním písně Non credere jejíž hudbu složili Luigi Clausetti a Piero Soffici, text Mogol. Singl se stal 3. nejprodávanějším v Itálii. Tento úspěch vedl k její spolupráci s Mogolem a jeho kamarádem Lucio Battistim. Tento tým vytvořil řadu písní včetně Io e te da soli, Insieme, Amor mio a Io vivrò senza te. E penso a te další píseň z té samé doby byla později vydána v angličtině a byla ozdobou alba The Best of Tanita Tikaram.
Hudební materiál vytvořený duem Mogol-Battisti tvořil základ pozdějších Míniných pěti alb. Bugiardo più che mai…più incosciente che mai… byl jejím prvním nezávislým albem číslo 1 na týdenním italském hudebním žebříčku a stal se nejlépe prodávaným albem roku 1969 v Itálii. …quando tu mi spiavi in cima a un batticuore… skončil sedmý v italském ročním žebříčku roku 1970, Del mio meglio… (Můj nejdražší) druhý v r. 1971 a album Mina bylo nejprodávanějším v r. 1972. Poslední 2 alba byla nahrána během jejího přerušení koncertování, v té době porodila dceru Benedetta.
Mínin návrat na scénu se konal na jaře 1972 v sérii varietních pořadů Teatro 10. Raritou této série byl výběr Battisti písní, které Mina zpívala jako duet s jejich autorem.
V show zazněla také Balada para mi muerte – duet nuevo tango s Ástor Piazzolla za doprovodu bandoneonu a argentinské skupiny Conjunto 9. Píseň Grande grande grande byla druhou nejprodávanější toho roku v Itálie.
Převzala ji Shirley Bassey (Never never never) a měla s ní mezinárodní úspěch v Billboard Hot 100, UK Top 10, v Austrálie obsadila první příčku. Úspěch dua Mogol-Battisti inspiroval Luigi Albertelli napodobit Lucio Battisti styl v písni Fiume azzurro a Mina se s ní umístila v Top 100 italských nejprodávanějších singlů roku.
V poslední osmé části série Teatro 10 zazpívala s Alberto Lupo duet Parole Parole. Byla to lehká poslechovka, kterou tvořil Minin zpěv a Lupova recitace. Text písně byl prázdný a frázovitý. Skládal se z propletence žalozpěvu ženy nad koncem lásky a lžemi, které musela vyslechnout zatímco muž jednoduše mluvil. V dialogu se posmívala komplimentům, kterými ji obdařil a které nazvala parole – jenom slovy. Singl byl vydán v dubnu 1972 a obsadil přední příčky italských žebříčků a stal se evergreenem italských popových písní. O rok později zazpívali Dalida a Alain Delon tuto píseň francouzsky Paroles Paroles.
Po varietních sériích Mina ohlásila odchod z veřejné scény, který se měl konat po exkluzivním koncertu v klubu La Bussola 16. září. To přilákalo tisíce lidí, kteří se tísnili u vchodu do nočního klubu.
Asi 2 000 diváků se snažilo dostat dovnitř, tisíce jich poslouchalo na ulicích a na pláži. V pořadu účinkovali Gianni Basso na tenor saxofon a Oscar Valdambrini na trubku za doprovodu orchestru Gianni Ferrio. Koncert byl nahráván a později publikován jako Dalla Bussola. Nahrávku pořídila televizní společnost Polivideo a pořad byl vysílán na pokračování na TV stanici Sky Italia od 1. ledna do 21. února 1973, album vydalo GSU pod názvem Mina alla Bussola Live '72. Po vypršení reklamní smlouvy s firmou Barilla (potraviny) v roce 1973, Mina podepsala kontrakt s Tassoni (nealkoholické nápoje) a do roku 1986 vystupovala v 6 jejich reklamách. Po ztrátě svého manžela Virgilio Crocco v r. 1973 Mina pokračovala ve svých úspěších na hudebních žebříčcích písněmi E poi… a L'importante è finire.
Také nazpívala tematickou píseň Fa presto fa piano k filmu La sculacciata, který se dostal na plátna v r. 1974.

## Skrytá a přece všudypřítomná (1974–)
Mina účinkovala naposledy v televizi při poslední epizodě Milleluci 16. března 1974. Spolu s Raffaella Carrà tento pořad moderovala. Během vysílání těchto pořadů předvedla různé styly včetně čísla nazvaného I Don't Know How to Love Him z muzikálu Jesus Christ Superstar, Mack the Knife, Night and Day a Someday (You'll Want me to Want you). Písní Non gioco più (Hra je skončena) v podání bluesového dueta s harmonikářem Toots Thielemansem Mina oficiálně oznámila odchod ze scény. Jejím posledním non-live vystoupením v televizi bylo cenzurované erotické video Ancora ancora ancora. Toto video bylo posledním číslem programu Mille e una luce 1. července 1978. Jejích 13 posledních koncertů, které se konaly v r. 1978 v La Bussole bylo vyprodáno a musely být předčasně ukončeny kvůli její nemoci. Její poslední veřejné vystoupení proběhlo 23. srpna 1978 v divadle Bussoladomani. Byl to její přídavek ke koncertu v La Bussola v r. 1972, kterého se velké množství lidí nemohlo zúčastnit. Koncert byl nahráván a později vydán pod názvem Mina Live '78. Mina nikdy nepodala vysvětlení svého odchodu z očí veřejnosti.
Pokračovala ve vydávání alb s roční frekvencí, producentem byl její syn Massimiliano Pani. V letech 1972–1995 publikovala dvě alba ročně. Počínaje rokem 1973 byly její LP a CD charakteristické překvapivými a sugestivními uměleckými motivy od Luciano Tallarini, Gianni Ronco a fotografa Mauro Balletti. Od poloviny 80. let byl design jejích alb plně v rukou Mauro Balleti. Všechny Mininy nahrávky pod značkou PDU se umístily v italské Top 100. Velkou část jejího díla tvořily přepracované verze dobře známých písní, věnování monografických alb Beatles, Frank Sinatra, Renato Zero, Domenico Modugno, neapolské a náboženské písně.
Po odchodu z jeviště získávala na hudebních žebříčcích největší úspěch duety. Píseň Questione di feeling – duet s Riccardo Cocciantem byl v r. 1985 třináctým nejprodávanějším italským singlem roku a brzy se stal evergreenem.
Album Mina Celentano, které vydala ve spolupráci s Adriano Celentano zlomil v r. 1998 v Itálie prodejní rekord. Od roku 1989 nechybělo v jejích nahrávkách jazzové piano Danilo Rea.
Minina televizní absence byla přerušena v r. 2001 kdy vydala stopáž ze svých studiových nahrávek. Videa byla 30. března vložena na webové stránky společnosti Wind. Výsledkem byly miliónové návštěvy těchto stránek pouze za jediný den, další milióny lidí je zhlédly později. Stopáž byla vydána na DVD pod názvem Mina in Studio. Po této události se Mininy singly opět začaly umísťovat v italských hudebních žebříčcích. Singl Succhiando l'uva (2002) napsaný Zuccherem se umístil 3., její vlastní verze Don't call me baby (Can't take my eyes off you) (2003) skončila 4. a zůstala měsíc mezi 100 singly, které byly nejčastěji hrány v rádiích po celém světě. Minin nejnovější singl Alibi (2007) skončil v Itálie na 6. místě. Kolekce 3 CD The Platinum Collection bylo její oficiální Best of a obsadilo 1. příčku italského žebříčku. Stejně se umístily písně Olio (1999), Veleno (2002), Bula Bula (2005) a Todavia. Mininy nejčerstvější nahrávky obsahují duety s Mick Hucknallem, Fabrizzio De André, Piero Pelù, Adriano Celentano, Lucio Dalla, Joan Manuel Serrat, Chico Buarque, Tiziano Ferro a Giorgia. V posledních letech měla Mina vyhrazenou svou týdenní rubriku na titulní straně La Stampa a stránku v italské edici Vanity Fair, kde odpovídala na dotazy svých fanoušků. V r. 2008 oslavila 50. výročí své pěvecké kariéry.

## Umělecké mistrovství
Královna uřvanců

Vlna rock’n’rollu, která se přehnala v r. 1958 přes Itálii s sebou vzala i Minu, která začala poslouchat americké písně a byla častou návštěvnicí tehdejších vyhlášených rock’n’rollových milánských center jako Derby jazzclub, Santa Tecla a Taverna Messicana. Částí Minina repertoáru v začátcích její kariéry byly neohrabané imitace britských a amerických rockových i jazzových písní, opakem toho byla Nessuno, kterou přednesla svým mohutným hlasem a synkopovaně – tam se ukázal její excelentní smysl pro rytmus. Ještě předtím téhož roku vzbudil Domenico Modugno úžas jen tím, že při zpěvu Nel blu dipinto di blu (Volare) zdvihl ruce do vzduchu. První Minino vystoupení v televizi poprvé zatřáslo tehdejším klišé nehybného zpěváka kdy pohybovala hlavou, rukama a boky do rytmu. Spisovatel Edoardo Sanguinetti zavzpomínal na první setkání italské veřejnosti se zanícenou zpěvačkou takto:
… pro mnoho lidí to byl nezapomenutelný zážitek … prostě zjevení.
Pro její osobité zabarvení hlasu a jeho mocnost ji televizní konferenciér Mario Riva označil jako jednu z těch urlatori (uřvanců) – měl tím na mysli energickou rock'n'rollovou generaci. Později vešla do povědomí veřejnosti jako Královna uřvanců. Svými extravagantními gesty si vysloužila další přezdívku – Tygřice z Cremony.
Čas dospělosti

Minin vzhled tvořily blond vlasy, vyholené obočí a silný oční make up. Svůj nový smyslný zjev představila u balady Il cielo in una stanza v r. 1960. O tři roky později měla milostný poměr s Corrado Panim, který představoval emancipaci žen v Itálii proti které vystoupila většina měšťáků a představitelů církve. Následný zákaz působení ve veřejných italských médiích vytvořil Mině image „zkažené dívky“, později to zdůraznila ve svých písních. Příkladem byla píseň Sacumdì Sacumdà, která byla vysílána v rádiu, RAI vyjádřila svou nespokojenost s textem o dívce, která se setkala s ďáblem. Dalšími písněmi, které RAI pokládala za nemorální a zprvu je zakázala byly Ta-ra-ta-ta (otevřeně se zabývala kouřením), La canzone di Marinella a L'importante è finire (narážely na otázku sexu bez lásky). Mina měla sexy zjev s obarvenými blond vlasy, vyholené obočí, silný oční make up a pohodové vystupování. Hlavním tématem jejich písní byly bolestné příběhy lásky. Zpívala je velmi dramaticky – svou mimikou a pohyby těla ještě více zvýrazňovala text. Hudební kritik Gherardo Gentili poznamenal na adresu jejího podání písní následovně:
Mina udělala ze slova Slovo a z noty Notu.
K vyniknutí Minina pěveckého rozsahu pro ni skladatel Bruno Canfora napsal píseň Brava. Podobně Ennio Morricone složil píseň Se telefonando s mnoha tónovými přechody. I další písně byly napsány speciálně pro ni za doprovodu hvězdných orchestrů k účinkování v televizních varietních sériích Studio uno, Sabato sera, Canzonissima a Teatro 10.
Ve svém repertoáru také spojila klasický italský pop s blues a soulem – Se stasera sono qui (1968) a Deborah (1968). Mina velmi napomohla k zažití nových hudebních stylů v Itálie, zejména nuevo tango písní Balada para mi muerte.
Mogol-Battisti

V r. 1969 prošel její hudební styl i vzhled změnami – chameleon Mina změnila svou vizáž a stala se z ní blondýna s dlouhými kadeřavými vlasy oblečená do černého mini kostýmu. V prvních písních dua Mogol Lucio Battisti Mina předvedla své bluesové a soulové kvality zvláště v písních Insieme a Io e te da soli. Po čase spolupráce Mina změnila repertoár na Middle-of-the-road pop. Battistiho melodie byly propracované a komplexně harmonizované. Byly charakteristické častou změnou rytmu, pauzami a interakcemi mezi jejím zpěvem a orchestrem. Dalším jejich význačným rysem byl instrumentální úvod bez rytmického podkladu. Lucio Battisti označil Minu za ideálního zpěváka pro skladatele, který dokáže realizovat jeho komplikované záměry navíc s velkou znalostí italského jazyka.
Mina Latina

Coby příznivkyně bossa novy Mina od začátku své kariéry pořizovala nahrávky ve Španělsku a Portugalsku i v současné době tam má své fanoušky. Španělský režisér Pedro Almodóvar používal její písně ve svých filmech např. Un anno d'amore, kterou přeložil do španělštiny jako Un año de amor. V r. 2001 Mina vydala kompilační album Colección Latina ve španělštině ve kterém se objevily i překlady jejích populárních italských písní. V r. 2003 koncertovala v Argentině, kde zpívala v muzikálu Mina… che cosa sei? V r. 2007 vydala album ve španělštině Todavia, který se umístil v tamním žebříčku, v Itálii obsadil 1. místo. Objevily se v něm duety s Joan Manuel Serrate, Miguel Bosé, Diego Torres, Chico Buarque a Diego El Cigalou.

## Hudební odkaz
Mina vydala více než 1 000 písní, 110 alb, prodala 76 milionů nosičů a 70 jejích singlů se umístilo na italských hudebních žebříčcích. Mina je jediným umělcem, jejíž album se umístilo na 1. místě italských hudebních žebříčků v každém z pěti desetiletí počínaje šedesátými lety.

## Soukromý život
V 13 letech Mina závodně plavala za prestižní sportovní klub Canottieri Baldesio v Cremoně. V 16 se v plaveckém bazénu potkala se svým prvním přítelem, obráncem fotbalového klubu U.S. Cremonese. V r. 1962 se zamilovala do herce Corrado Paniho. Protože byl ženat (nežil s manželkou) jejich vztah italskou veřejnost šokoval. 18. dubna 1963 se jim narodil syn Massimiliano Pani. Mina odmítla jejich vztah skrývat a RAI ji zakázala vystupování na všech kanálech italské televize i v rádiu. Prodej jejích nahrávek nebyl nikterak ovlivněn a veřejnost ji chtěla vidět nebo slyšet v rádiu, RAI byla nucena svůj zákaz odvolat a tak se Mina objevila 10. ledna 1964 v televizi. Po roce její vztah s Corradem skončil a došlo k rozpoutání právní bitvy o Massimiliano. Minin bratr Alfredo Mazzini zemřel při automobilové nehodě v r. 1965. O rok později se s otcem odstěhovala do švýcarského Lugano. Její intimní známost zůstala v Itálii, tehdy měla krátkou milostnou aféru s italským televizním hercem Walter Chiarim. Její další vztah s hercem Gian Maria Volonté skončil poté, co se dověděla, že má pletky s jinou herečkou. Mininou velkou láskou koncem sedmdesátých let se kterou se málem vdala byl hudební skladatel Augusto Martelli. V r. 1970 se vdala za Virgilio Crocco, novináře Il Messaggero. V listopadu 1971 se jim narodila dcera Benedetta Mazzini. V r. 1973 Crocco zemřel při automobilové nehodě. V r. 1981 navázala vztah se švýcarským kardiologem Eugenio Quaninim. V r. 1990 získala švýcarské občanství. Mina Anna Mazzini a Eugenio Quaini byli oddáni 10. ledna 2006. Podle švýcarských zákonů Mina přijala příjmení svého manžela a stala se paní Mina Anna Quaini. Pro veřejnost je však stále Mina Mazzini. Mezi její vášně patří vaření a poker.

## Diskografie
Seznam všech Mininých písní
Následující alba se umístila v italském Top 5
- 1965: Studio Uno #1
- 1966: Studio Uno 66 #5
- 1967: Sabato sera – Studio Uno '67 #3
- 1968: Mina alla Bussola dal vivo #3
- 1969: Bugiardo più che mai…più incosciente che mai… #1
- 1971: Del mio meglio #2
- 1971: Mina #1
- 1972: Cinquemilaquarantatrè #5
- 1973: Frutta e verdura/Amanti di valore #2
- 1975: Minacantalucio/La Mina #5
- 1979: Attila
- 1998: Mina Celentano s Adriano Celentanem #1

Tyto singly se umístily v italském Top 20
- 1959: Tintarella di luna #15
- 1960: Il cielo in una stanza #1
- 1962: Moliendo cafè #19
- 1962: Renato #13
- 1964: È l'uomo per me #1
- 1964: Città vuota #19
- 1965: Un anno d'amore #2
- 1965: Ora o mai più #19
- 1967: La banda #18
- 1969: Non credere #3
- 1970: Insieme #2
- 1970: Io e te da soli #17
- 1971: Amor mio #3
- 1973: E poi… #2
- 1975: L'importante è finire #2
- 1985: Questione di feeling s Riccardo Cocciantem #13

## Filmografie
Mina hrála v těchto filmech:
- Juke box – Urli d'amore (1959)
- Teddy Boys della canzone (1960)
- Urlatori alla sbarra (1960)
- Madri pericolose (1960)
- Io bacio… tu baci (1961)
- Mina… fuori la guardia (1961)
- Das haben die Mädchen gern (1962)
- Appuntamento in Riviera (1962)
- Silvester Show (1964)
- Per amore… per magia… (1967)